# 東南伍爾弗漢普頓 (英國國會選區)
東南伍爾弗漢普頓（英語：Wolverhampton South East），英國國會一自治市選區，位於英格蘭西米德蘭茲郡，包括伍爾弗漢普頓東南部六個地方選區和達德利北部一個選區。
該區自1974年創設以來即一直支持工黨，2005年前，該區議員更具有合作黨黨籍。在2010年大選中當區議員帕特·麥法登以47.7%選票成功連任。